# Nathalie Beausire
Nathalie Beausire (10 settembre 1970) è un'ex biatleta francese.

## Biografia
In Coppa del Mondo ottenne il primo risultato di rilievo il 17 dicembre 1987 a Hochfilzen (15ª) e il miglior piazzamento il 19 marzo 1994 a Canmore (6ª).
In carriera prese parte a due edizioni dei Campionati mondiali, vincendo due medaglie.

## Palmarès

### Mondiali
- 2 medaglie:
  - 1 oro (gara a squadre[2] a Borovec 1993)
  - 1 bronzo (staffetta[2] a Kontiolahti/Oslo 1999)

### Coppa del Mondo
- Miglior piazzamento in classifica generale: 28ª nel 1994